# A. E. Coppard

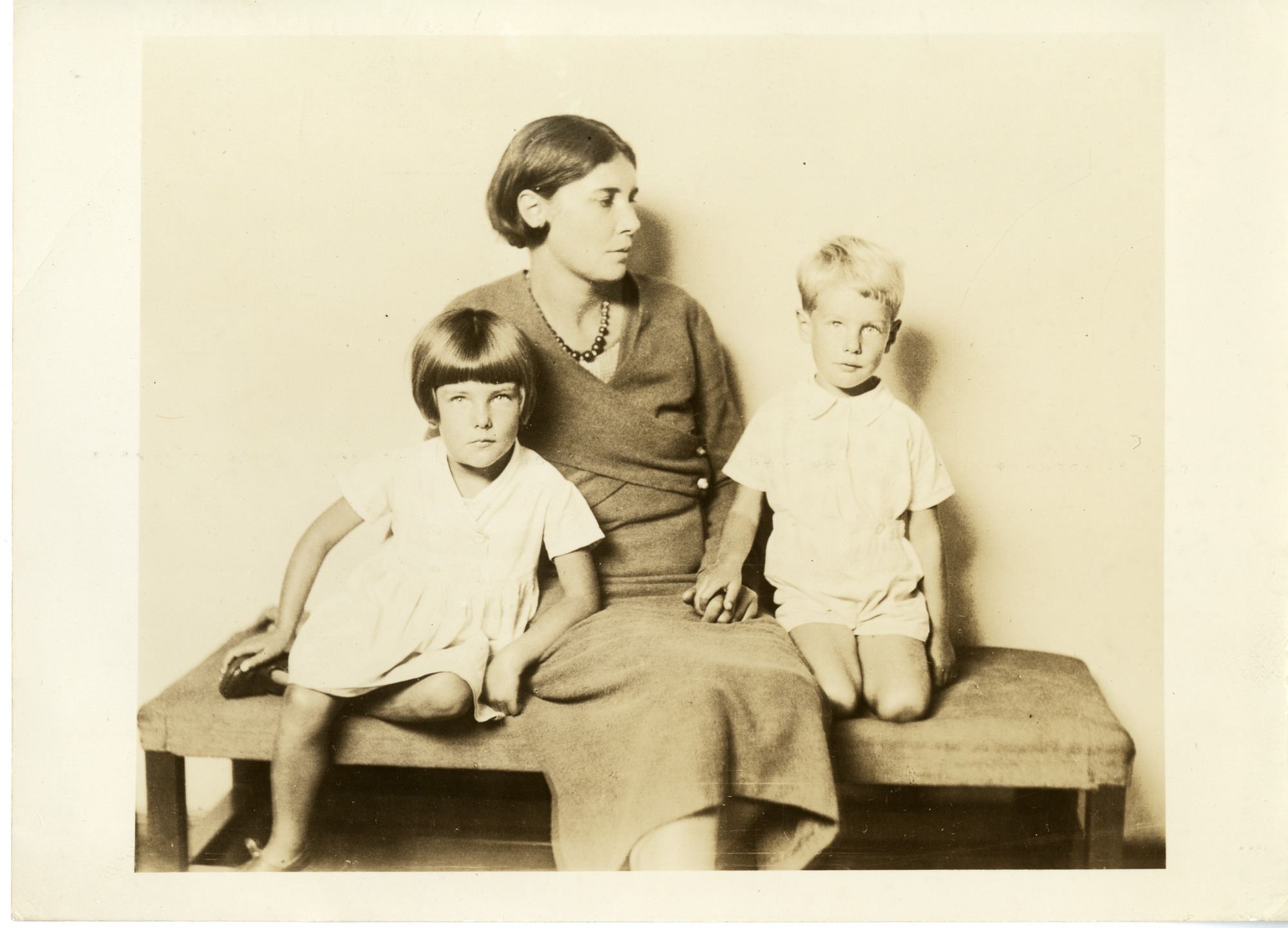
Coppard felesége és két gyermeke

Alfred Edgar Coppard (Folkestone, Kent, 1878. január 4. – London, 1957. január 13.) angol író, költő.

## Élete
Apja szabó, anyja szobalány volt, s csak nagyon alacsony iskolai végzettséggel rendelkezett. Nagyon rossz körülmények közt nőtt fel, gyermekkorát később ő maga "megdöbbentően szegénynek", Frank O'Connor pedig "kegyetlennek" minősítette. Kilenc éves korában abbahagyta az iskolát, s egy zsidó nadrággyárosnál vállalt munkát Whitechapelben a Hasfelmetsző Jack-gyilkosságok idején. Az 1920-as évek elején még mindig nem publikált. Oxfordban tartózkodott, s egy irodalmi csoport, a New Elizabethans tagja volt, akik egy pubban találkoztak, s angol reneszánsz drámákkal foglalkoztak. Ezeken az üléseken néha William Butler Yeats is részt vett. Coppard ebben az időszakban találkozott Richard Hughes-szal és Edgell Rickword-szel. Egy ideig a Független Munkáspárt (Independent Labour Party) tagja volt.
Irodalmi munkásságára Thomas Hardy volt hatással, első megjelent írásain H. E. Bates hatása is érezhető. Amerikában is népszerű volt, miután Selected Tales című kötetét beválogatta a Hónap Könyve Klub (Book of the Month Club). Coppard a politikusok közül legjobban Abraham Lincolnt csodálta. Az általa leginkább értékelt szerzők Laurence Sterne, Charles Dickens, Henry James, Thomas Hardy, George Bernard Shaw, Anton Pavlovics Csehov és James Joyce voltak. Néhány gyűjteményes kötete, például az Adam and Eve and Pinch Me és a Fearful Pleasures fantasztikus elemeket tartalmazó történeteket tartalmaznak úgy a természetfeletti horror mint az allegorikus elemeket tartalmazó fantáziák köréből. Nancy Cunard 1937-ben megjelent könyvében a szerzők pártolták a Spanyol polgárháborút, Coppard a köztársaságpártiak oldalára lépett. Alfred Edgar Coppard George Coppard nagybátyja volt, aki brit katonaként a Géppuskahadtestnél szolgált az első világháborúban, s With A Machine Gun to Cambrai című memoárkötetéről ismert.
Coppard novellát Ford Madox Ford és Frank O'Connor dicsérték. Nixey's Harlequin című kötete jó kritikákat kapott L. A. G. Strong-tól és Gerald Bullett-től. Coppard fantasztikus írásait csodálta Algernon Blackwood. Brian Stableford Coppard prózáját Walter de la Mare-hoz hasonlította.
Magyar nyelven egyetlen novellája jelent meg a Galaktika 30. számában A szép, fiatal fűzfa címmel.

## Munkái

### Novelláskötetek
- Adam & Eve & Pinch Me (1921)
- Clorinda Walks in Heaven (1922)
- The Black Dog and Other Stories (1923)
- Fishmonger's Fiddle: Tales (1925)
- The Field of Mustard (1926)
- Silver Circus (1928)
- Count Stefan (1928)
- The Higgler (1930)
- Nixey's Harlequin (1931)
- Fares Please! (1931)
- Crotty Shinkwin and The Beauty Spot (1932)
- Dunky Fitlow (1933)
- Ring the Bells of Heaven (1933)
- Emergency Exit (1934)
- Pink Furniture (1930)
- Polly Oliver (1935)
- Ninepenny Flute (1937)
- You Never Know, Do You? (1939)
- Ugly Anna (1944)
- Fearful Pleasures (1946)
- Selected Tales (1946)
- The Dark Eyed Lady – Fourteen Tales (1947)
- Collected Tales (1948)
- Lucy in Her Pink Coat (1954)
- Selected Stories (1972)
- The Collected Tales of A. E. Coppard (1976)
- The Higgler and Other Stories (1991)
- The Man from the Caravan and Other Stories (1999)
- Father Raven and Other Tales (2006)
- Weep not my wanton : selected short stories (2013)

### Verseskötetek
- Hips and Haws (1922)
- Yokohoma Garland & Other Poems (1926)
- Pelaga and Other Poems (1926)
- The Collected Poems of A. E. Coppard (1928)
- Cherry Ripe: Poems (1935)
- Simple Day: Selected Poems (1978)

### Ponyvák
- The Hundredth Story of A. E. Coppard (1930)
- Cheefoo  (1932)
- Good Samaritans (1934)
- These Hopes of Heaven (1934)
- Tapster's Tapestry :A Tale (1938)

### Elméleti munka
- Rummy: that noble game expounded in prose, poetry, diagram and engraving (1932) (Illustrated by Robert Gibbings).

### Szerkesztő
- Songs from Robert Burns. Selected by A. E. Coppard, with wood engravings by Mabel M. Annesley (1925)

### Közreműködőként
- Consequences, a complete story in the manner of the old parlour game, in nine chapters, each by a different author (1932)
- The Fairies Return, or New Tales for Old (1934)

### Önéletrajza
- It's Me, O Lord! (1957)

## Fordítás
- Ez a szócikk részben vagy egészben  az   A. E. Coppard című angol Wikipédia-szócikk ezen változatának fordításán alapul.  Az eredeti cikk szerkesztőit annak laptörténete sorolja fel. Ez a jelzés csupán a megfogalmazás eredetét és a szerzői jogokat jelzi, nem szolgál a cikkben szereplő információk forrásmegjelöléseként.